# OTS 44
| 太陽 | OTS 44    |
| ---- | --------- |
| 太陽 | Exoplanet |

OTS 44は、カメレオン座の方角に約550光年離れた位置にある褐色矮星である。質量は木星質量の15倍（太陽質量の約1.5%）、半径は太陽半径の約23%と、既知の褐色矮星の中で最も小さい。
この褐色矮星は、星形成領域カメレオン座Iに位置する。スピッツァー宇宙望遠鏡の赤外線観測によると、OTS 44は赤外超過であり、岩石や氷の粒子や塵等でできた星周円盤を持つことが示唆される。この円盤の内径はおおよそOTS 44の半径の3倍で、1年間に太陽質量の約10-10太陽質量の速度で物質が降着している。最終的には、惑星系に発展する可能性がある。